# ویسکی لیک
ویسکی لِیک (به انگلیسی: Whiske Lake)، نام رمز اینتل برای خانواده ۳ عضوی از نسل پردازنده‌های ۱۴ نانومتری کم مصرف موبایل اسکای لیک است. اینتل، ویسکی لیک را در ۲۸ اوت ۲۰۱۸ معرفی کرد.

## تغییرات
- پردازش ۱۴ نانومتری ++، مشابه کافی لیک
- افزایش سرعت کلاک در حالت Turbo (300-600 مگاهرتز)
- هاب کنترل پلتفرم ۱۴ نانومتری
- پشتیبانی از USB 3.1 نسل دوم (۱۰ گیگابیت بر ثانیه)
- وای-فای 802.11ac مجتمع با سرعت ۱۶۰ مگاهرتز / وای-فای ۵ و بلوتوث ۵٫۰
- پشتیبانی از حافظه اینتل اپتین

## فهرست پردازنده‌های ویسکی لیک

### پردازنده‌های موبایل
توان طراحی گرمایی این CPUها ۱۵ وات است؛ اما قابل پیکربندی است.
پردازنده‌های Core i5-8365U و i7-8665U از فناوری vPro اینتل پشتیبانی می‌کنند.
پردازنده‌های Pentium Gold و Celeron پشتیبانی از AVX2 را دارا نیستند.
| نام تجاری پردازنده | مدل   | هسته‌ها (رشته‌ها) | سرعت کلاک CPU | سرعت کلاک در حالت Turbo (بر حسب گیگاهرتز) تعداد هسته‌ها | سرعت کلاک در حالت Turbo (بر حسب گیگاهرتز) تعداد هسته‌ها | سرعت کلاک در حالت Turbo (بر حسب گیگاهرتز) تعداد هسته‌ها | پردازنده گرافیکی | حداکثر سرعت کلاک پردازنده گرافیکی | حافظه نهان L3 | توان طراحی گرمایی | توان طراحی گرمایی | حافظه                 | قیمت     |
| نام تجاری پردازنده | مدل   | هسته‌ها (رشته‌ها) | سرعت کلاک CPU | ۱                                                      | ۲                                                      | ۴                                                      | پردازنده گرافیکی | حداکثر سرعت کلاک پردازنده گرافیکی | حافظه نهان L3 | بالا              | پایین             | حافظه                 | قیمت     |
| ------------------ | ----- | --------------- | ------------- | ------------------------------------------------------ | ------------------------------------------------------ | ------------------------------------------------------ | ---------------- | --------------------------------- | ------------- | ----------------- | ----------------- | --------------------- | -------- |
| Core i7            | 8665U | 4 (8)           | ۱٫۹ گیگاهرتز  | ۴٫۸                                                    |                                                        |                                                        | UHD 620          | ۱۱۵۰ مگاهرتز                      | ۸ مگابایت     | ۲۵ وات            | ۱۰ وات            | DDR4-2400 LPDDR3-2133 | ۴۰۹ دلار |
| Core i7            | 8565U | 4 (8)           | ۱٫۸ گیگاهرتز  | ۴٫۶                                                    | ۴٫۵                                                    | ۴٫۱                                                    | UHD 620          | ۱۱۵۰ مگاهرتز                      | ۸ مگابایت     | ۲۵ وات            | ۱۰ وات            | DDR4-2400 LPDDR3-2133 | ۴۰۹ دلار |
| Core i5            | 8365U | 4 (8)           | ۱٫۶ گیگاهرتز  | ۴٫۱                                                    |                                                        |                                                        | UHD 620          | ۱۱۰۰ مگاهرتز                      | ۶ مگابایت     | ۲۵ وات            | ۱۰ وات            | DDR4-2400 LPDDR3-2133 | ۲۹۷ دلار |
| Core i5            | 8265U | 4 (8)           | ۱٫۶ گیگاهرتز  | ۳٫۹                                                    | ۳٫۹                                                    | ۳٫۷                                                    | UHD 620          | ۱۱۰۰ مگاهرتز                      | ۶ مگابایت     | ۲۵ وات            | ۱۰ وات            | DDR4-2400 LPDDR3-2133 | ۲۹۷ دلار |
| Core i3            | 8145U | 2 (4)           | ۲٫۱ گیگاهرتز  | ۳٫۹                                                    | ۳٫۷                                                    |                                                        | UHD 620          | ۱۰۰۰ مگاهرتز                      | ۴ مگابایت     | ۲۵ وات            | ۱۰ وات            | DDR4-2400 LPDDR3-2133 | ۲۸۱ دلار |
| Pentium Gold       | 5405U | 2 (4)           | ۲٫۳ گیگاهرتز  |                                                        |                                                        |                                                        | UHD 610          | ۹۵۰ مگاهرتز                       | ۲ مگابایت     |                   | ۱۲٫۵ وات          | DDR4-2133 LPDDR3-1866 | ۱۶۱ دلار |
| Celeron            | 4205U | 2 (2)           | ۱٫۸ گیگاهرتز  | ۹۰۰ مگاهرتز                                            | ۱۰۷ دلار                                               |                                                        | UHD 610          |                                   | ۲ مگابایت     |                   | ۱۲٫۵ وات          | DDR4-2133 LPDDR3-1866 |          |